# Louis Pimont
Louis Pimont est un homme politique français né le 20 février 1905 à Laguenne en Corrèze, membre du Parti socialiste et mort à Bordeaux le 9 novembre 1975.

## Biographie
Ancien résistant, il est délégué dans les fonctions de préfet de la Corrèze à la libération.
Ancien chef de cabinet et correspondant à Paris du ministre résident en Algérie, Robert Lacoste.
Il est décédé le 9 novembre 1975 à Bordeaux (Gironde).

## Anciens mandats nationaux
- Député de la Dordogne 2e circonscription de 1962 à 1968 puis de 1973 à 1975[1].

## Anciens mandats locaux
- Maire de Bergerac de 1968 à 1975[2]
- Conseiller général de la Dordogne de 1962 à 1975[2] (pour le canton de Bergerac de 1962 à 1973 puis le canton de Bergerac-1 de 1973 à 1975).